# フレシェ＝コルモゴロフの定理
数学の函数解析学において、フレシェ＝コルモゴロフの定理（フレシェ＝コルモゴロフのていり、英: Fréchet-Kolmogorov theorem）とは、ある函数の集合が Lp 空間において相対コンパクトであるための必要十分条件を与える定理である。リースやヴェイユの名前が加えられることもしばしばある。アスコリ＝アルツェラの定理の Lp 版と考えることも出来る。

## 内容
{\displaystyle p\in [1,\infty )} とし、{\displaystyle B} を {\displaystyle L^{p}(\mathbb {R} ^{n})} 内の有界集合とする。
この部分集合 B が相対コンパクトであるための必要十分条件は、次の二つの性質が成り立つことである：
1. B 上で一様に {\displaystyle \lim _{r\to \infty }\int _{|x|>r}\left|f\right|^{p}dx=0}
2. B 上で一様に {\displaystyle \lim _{a\to 0}\Vert \tau _{a}f-f\Vert _{L^{p}(\mathbb {R} ^{n})}=0}

ここで {\displaystyle \tau _{a}f} は {\displaystyle a} による {\displaystyle f} の平行移動、すなわち {\displaystyle \tau _{a}f(x)=f(x-a)} である。
この第二の性質は、任意の {\displaystyle \varepsilon >0} に対してある {\displaystyle \delta >0} が存在し、{\displaystyle |a|<\delta } を満たすすべての {\displaystyle a} とすべての {\displaystyle f\in B} に対して {\displaystyle \Vert \tau _{a}f-f\Vert _{L^{p}(\mathbb {R} ^{n})}<\varepsilon } が成立することを意味する。